# Carlo Troya
Carlo Troya noto anche come Carlo Troja o Carlo Troia (Napoli, 7 giugno 1784 – Napoli, 28 luglio 1858) è stato uno storico e politico italiano, primo ministro costituzionale del Regno delle Due Sicilie.

## Biografia
Era figlio di Michele Troja e di Anna Maria Marpacher, di origine tedesca. Dopo essersi laureato in legge, gli fu offerto di lavorare nell'amministrazione del Regno di Napoli di Gioacchino Murat, ma rifiutò. Si compromise agli occhi delle autorità durante la rivoluzione napoletana del 1820-21, nel corso della quale collaborò alla rivista liberale Minerva napolitana, mantenendosi però indipendente dai murattiani e dai carbonari. Fu anche intendente in Basilicata, tanto da essere condannato all'esilio dal 1824 al 1826.
Tornato successivamente a Napoli, pur senza abbandonare completamente l'attività politica si dedicò prevalentemente alla ricerca storica, soprattutto sul Medioevo, e agli studi biografici su Dante ; in questo periodo strinse rapporti di amicizia con Giacomo Leopardi. Nel 1844 fu uno dei fondatori della Società storica napoletana, della quale fu anche presidente fino al 1847. Fu inoltre collaboratore del giornale liberale Il Tempo, fondato con Saverio Baldacchini.
Esponente del "neoguelfismo" (il movimento che aspirava a una confederazione di stati italiani sotto la presidenza del papa, secondo quando teorizzato nel 1843 da Gioberti nel Del primato morale e civile degli italiani), il 3 aprile 1848 ottenne da Ferdinando II la nomina a primo ministro del Regno delle Due Sicilie, secondo la costituzione emanata dallo stesso Ferdinando II l'11 febbraio 1848.
Il governo Troya inviò un corpo di spedizione di 15 000 uomini in Lombardia, al comando di Guglielmo Pepe a sostegno di Carlo Alberto di Savoia contro gli austriaci, nell'ambito della prima guerra d'indipendenza italiana. Il governo costituzionale non ebbe tuttavia vita lunga: il 15 maggio 1848, in seguito ai contrasti sviluppatisi a ridosso della sua inaugurazione, Ferdinando II sciolse il parlamento democratico e licenziò Carlo Troya, sostituendo il suo ministero con uno composto esclusivamente da elementi conservatori e guidato da Gennaro Spinelli di Cariati.
Anche suo fratello Ferdinando fu primo ministro di Ferdinando II dal 1852 al 1859. Il 29 agosto 1854 fu eletto socio corrispondente dell'Accademia della Crusca. In sua memoria la moglie Giovanna D'Urso fece allestire un monumento funebre presso la chiesa dei Santi Severino e Sossio a Napoli.

## Riconoscimenti
- Via  Carlo Troja (o Troia) è odonimo di una strada esistente a Torre del Greco, nella città metropolitana di Napoli, dove il politico possedeva una residenza estiva.
- Sono intitolate a lui una strada ad Andria, una a Napoli e una a Milano.
- Ad Andria, co-capoluogo della provincia di Barletta-Andria-Trani e città originaria della famiglia Troja, è stato intitolato a Carlo Troya il liceo classico.
- Un busto in marmo raffigurante Carlo Troya è situato nel chiostro monumentale presso il dipartimento di diritto romano dell'Università Federico II di Napoli.

## Opere
- Memoria sulla divisione fisica e politica delle Calabrie - Napoli - Tip. A.Trani - 1816
- Gondebaldo re de' Borgognoni e santo avito vescovo di Vienna sul Rodano - Napoli - editore non indicato - dopo il 1826
- Delle donne fiorentine di Dante Alighieri e del suo lungo soggiorno in Pisa ed in Lucca - editore non indicato - dopo il 1830
- Storia d'Italia del medio-Evo - Napoli - Stamperia reale - 1830 Storia d'Italia del medio-evo - Carlo Troya - Google Libri
- Della condizione de' romani vinti da' longobardi e della vera lezione d'alcune parole di Paolo Diacono, Napoli, Stamperia reale, 1841. URL consultato il 14 novembre 2019.
- Discorso intorno ad Everardo figliuolo del re Desiderio ed al vescovo Attone di Vercelli - Napoli - editore mancante - 1845
- De' viaggi di Dante in Parigi e dell'anno in cui fu pubblicata la cantica dell'Inferno - editore mancante - forse 1845
- Codice diplomatico longobardo dal 568 al 774 - Napoli - Stamperia reale - 1852-1855
- Leggi sui maestri comacini promulgate dal re Liutprando, con altri documenti tratti dal quarto volume del Codice Diplomatico Longobardo - Napoli - Stamperia Reale - 1854
- Appendice di dissertazioni al codice diplomatico longobardo: ovvero al quarto volume della storia d'Italia del medio evo - Napoli - Stamperia Reale - 1855
- Del veltro allegorico de' Ghibellini: con altre scritture intorno alla Divina Commedia di Dante - Napoli - Stamperia del Vaglio - 1856
- Della architettura gotica, discorso di Carlo Troya estratto da Il Giambattista Vico - Napoli - Stab. tipografico del cav. G. Nobile - 1857
- Della civile condizione dei romani vinti dai Longobardi e di altre quistioni storiche: lettere inedite, di Carlo Troya e Cesare Balbo - Napoli - Tip. degli Accattoncelli - 1869
- Studii di Carlo Troya intorno agli Annali d'Italia del Muratori - Napoli - Tip. degli Accattoncelli - 1869-1877
- Tre lettere inedite di Carlo Troya, intendente di Basilicata nel 1821 - Napoli - Tip. di A. Lanciano & C. - 1879
- A Giacomo Maria Milano principe d'Ardore - editore ed anno mancanti
- Del veltro allegorico di Dante e altri Saggi storici, a cura di Costantino Panigada - Bari - G. Laterza e Figli Edit. Tip. - 1932
- Una lettera di S. Gregorio Magno relativa ad un oratorio di S. Pietro nel territorio di Fermo, ripubblicata col commento di Carlo Troya e con note aggiunte del Sac. G. Marziali - Roma - Forzani e C. - 1892.